# Robert Winthrop Simpson
Pour les articles homonymes, voir Robert Simpson et Simpson.
Robert Winthrop Simpson (14 décembre 1799 – 23 décembre 1877) est un contre-amiral chilien, héros de la Guerre de la Confédération.
D'origine anglaise, Robert Simpson accompagne Thomas Cochrane qui prend en 1818 le commandement de la flotte chilienne pour participer à la Guerre d'indépendance du Chili. Il monte rapidement en grade et est nommé capitaine en 1821. Il participe à toutes les rencontres navales de la guerre d'indépendance au Chili et au Pérou entre 1825 et 1826.
En 1837 éclate la guerre de la Confédération. La disgrâce de l'amiral Encalada l'amène à jouer les premiers rôles. Le 12 janvier 1839 il commande l'escadre chilienne qui obtient une victoire retentissante à Casma contre la flotte de la Confédération, victoire qui donne au Chili la supériorité sur mer et le contrôle absolu du Pacifique sud. En récompense, Simpson est promu Commodore le 8 mai 1839.
Entre 1840 et 1852, il est nommé commandant général de la Marine  chilienne à deux reprises. Le 15 janvier 1852 Simpson adopte la nationalité chilienne, et est élu sénateur. Il poursuit sa carrière dans la marine jusqu'en 1871, date à laquelle il prend sa retraite après 53 ans dans la marine.

## Source
- (en) Cet article est partiellement ou en totalité issu de l’article de Wikipédia en anglais intitulé « Robert Winthrop Simpson » (voir la liste des auteurs).